# Bryolymnia dido
Bryolymnia dido är en fjärilsart som beskrevs av Köhler 1979. Bryolymnia dido ingår i släktet Bryolymnia och familjen nattflyn. Inga underarter finns listade i Catalogue of Life.